# Magnite (Unternehmen)
Magnite, vormals Rubicon Project, ist ein US-amerikanisches Tech-Unternehmen mit Hauptsitz in Los Angeles, Kalifornien, das sich auf die automatisierte Abwicklung  des Kaufes und Verkaufes von Werbung spezialisiert hat. Die Firma gehört in diesem Bereich weltweit zu den führenden Anbietern. Das Kerngeschäft des Unternehmens ist die Supply-Side Platform, mit der es Verleger bei der Vermarktung von Werbeinventar unterstützt. Der Fokus liegt dabei besonders auf Real Time Bidding und der Abwicklung von sogenannten Private Marketplaces (PMPs).
In jüngster Zeit bietet die Firma die Möglichkeit, auch Audio-Werbung automatisch abzuwickeln.

## Geschichte
Rubicon Project wurde 2007 von Frank Addante, Craig Roah, Duc Chau und Julie Mattern gegründet, die sich bereits durch die Arbeit bei L90 kannten. Im April 2009 sammelte die Firma 33 Millionen US-Dollar in Venture Capital durch Clearstone Venture Partners, IDG Ventures Asia und Mayfield Fund ein und lieh sich 8 Millionen Dollar Venture Debt von der Silicon Valley Bank.
Im August 2012 wurde die Firma mit 96,2 Prozent Marktanteil laut comScore das Werbeunternehmen mit der größten Reichweite, noch vor Google, AOL und AT&T.
2020 fusionierten Rubicon Project und Telaria zu Magnite.